# موراتا دي خيلوكا
بلدية موراتا دي خيلوكا (بالإسبانية: Morata de Jiloca) هي بلدية تقع في مقاطعة سرقسطة التابعة لمنطقة أراغون شمال شرق إسبانيا.

## الديموغرافيا
بلغ عدد سكان بلدية موراتا دي خيلوكا 286 نسمة عام 2011 (وفقاً للمعهد الوطني الإسباني للإحصاء).
| 359 | 350 | 312 | 295 | 292 | 306 | 286 |